# منيرة سوار
منيرة عقيل سوار (1975) روائية بحرينية. حصلت على بكالوريوس أدب إنجليزي من جامعة البحرين. عملت منذ تخرجها مصصمة الجرافيك وفي إدارة العلاقات العامة والإعلام في وزارة التربية والتعليم البحرينية. صدرت روايتها الأولى «نساء المتعة» سنة 2008. فازت روايتها الثالثة «جارية» (2014) بجائزة كتارا للرواية العربية في 2015.

## سيرتها
ولدت منيرة سوار سنة 1975 م/ 1395 هـ. والدها هو الصحفي والكاتب البحريني عقيل سوار. حصلت على شهادة بكالوريوس أدب إنجليزي من جامعة البحرين. وبعد تخرجها، عملت مصصمة الجرافيك، ثم أخصائية إعلام أولى في إدارة العلاقات العامة والإعلام في وزارة التربية والتعليم البحرينية.

## مهنتها الأدبية
ترجمت كتاب «المربية المثالية» لجو فروست من الإنجليزية إلى العربية ونشرت سنة 2007، وحققت نجاحًا وطبع منه عدة طبعات. انضمت إلى الورشة التدريبية التي اقامتها وزارة الثقافة البحرينية من ضمن فعاليات البحرين عاصمة الثقافة عام 2012 المعروفة باسم «محترف نجوى بركات» لفن كتابة الرواية. كتبت روايتها الأولى «نساء المتعة» (2008) وهي رواية اجتماعية تناقش مفهوم الشرعية لدى أنواع الزيجات المنتشرة بخلاف الزواج الدائم المُعلن. اتخذت فيها من الراوي العليم «أداة سردية وجب عليها الانتباه للحيادية وعدم الميل والتماهي أو التعاطف مع شخصيات الرواية.» في «المحاولة لزحزحة القناعات سواء بالتقاليد والأعراف البالية أو بتسويق الدّين بالأهواء والمطامع الشخصية». ثم في روايتها الثانية «حسين المسنجر» (2012) وجهت رسالتها « لمن يتهمون البسطاء من الناس باتهامات لا عد ولا حصر لها من كونهم يتبنون ايدولوجيات معينه ولهم مطامع سياسيه، في حين انّ الامر بالنسبه لهذه الفئه المطحونه من الشعب لا يتعدّي الرغبه في احترام آدميته والعيش بكرامه تليق بانسانيته.»، وأهدتتها إلى «الإنسان البحريني الأصيل والبسيط». ثم كتبت «جارية»، وهي الرواية الثالثة لها، ضمن المشروع الثقافي (محترف: كيف تكتب رواية) لنجوى بركات لعام 2013 -2014. فازت «جارية» بجائزة كتارا للرواية العربية في دورته الأولى عن فئة الروايات المنشورة عام 2015. وهي « قصة فتاة ذات بشرة سوداء تنحدر من أصولٍ افريقية التي كانت تجلب لامتهان مهن الخدم والجواري والعبيد في بيوت الأسياد الاثرياء واصحاب الوجاهة والمقامات الرفيعة.». تقع أحداثها في ثلاثة فصول، و«سلامة اللغة وسهولتها، وعدم تكلف الحبكة، إلى جانب بساطة الشخصيات تجعلها من تلك الكتب التي يمكن للقارئ أن يغيب في عالمها ويخرج منه في سويعاتٍ قليلة.». وتعمد الكاتبة على تكبير صورة الأسود المغترب عن نفسه، في مجتمع، «يقبله كإنسان ويرفض التعامل معه على أساس العلاقات العائلية.». وصفت بأنها رواية إنسانية.

## جوائزها
- 2015 جائزة كتارا للرواية العربية عن فئة الروايات المنشورة لروايتها «جارية».[2]
- يونيو 2015: كرمتها هيئة البحرين للثقافة والآثار وذلك احتفاءً باختيارها ضمن الفائزين بجوائز كتارا للرواية العربية.[12]

## مؤلفاتها
من رواياتها:
- «نساء المتعة»، 2008 (ردمك 9789953874845)
- «حسين المسنجر»، 2012 (ردمك 9786144190661)
- «جارية»، 2014 (ردمك 9789953894522)

ولها أيضًا في ترجمة:
- «المربية المثالية: كيف تستطيعين الحصول على أفضل أداء لأطفالك» جو فروست، 2007 (ردمك 9953634602)